# An Inquiry into the Original State and Formation of the Earth
An Inquiry into the Original State and Formation of the Earth ist ein im Februar 1778 erschienenes Buch von John Whitehurst, in dem er versuchte, durch eine neue Theorie die gegensätzlichen Ansichten von der Entstehung der Welt, wie sie Neptunisten und Plutonisten vertraten, zu einer gemeinsamen Sicht zu vereinen. Bekannt wurde das Buch durch die sehr ausführlichen und detaillierten Zeichnungen von Erdschichten und deren Auswertung im Anhang des Buches. Sie gelten als die ersten Veröffentlichungen von geologischen Schichtenprofilen.

## Entstehung
Die Vorarbeiten zum Buch begannen bereits ab etwa 1763 mit ersten Exkursionen Whitehursts in die Berge von Derbyshire, die er durch Besuche von Bergwerken ergänzte, um so erweiterte Schichtprofile geologischer Strukturen zu erhalten. Diese Profile bildeten dann die Grundlage erster geologischer Karten des Landstrichs.
Zur Entstehungszeit des Buchs wurden besonders zwei grundlegende Theorien zur Entwicklung der Erde und ihrer Gesteine kontrovers diskutiert: die Neptunisten vertraten die Ansicht, dass alle Gesteine aus einer Wasserschicht rund um den Erdball aussedimentierten und wurden von jenen Wissenschaftlern unterstützt, die die Bibel als Grundlage aller wissenschaftlichen Arbeit ansahen. Ihnen standen die Plutonisten gegenüber, die von sehr umfassenden, plötzlichen Änderungen der Erde durch große Katastrophen und Feuer im Erdinnern ausgingen. Whitehurst fand bei seinen Untersuchungen in Derbyshire vornehmlich die These der Plutonisten bestätigt, konnte sich aber aufgrund seiner tiefgreifenden christlichen Überzeugung nicht von dem Gedanken lösen, die Bibel als Grundlage seiner Weltsicht bestehen zu lassen.

## Theorie
Nach Whitehursts Vorstellung entstand die Erde aus einer Vielzahl kleiner Teile, die sich unter dem Einfluss der (gerade durch Isaac Newton entdeckten) Gravitation zu einer Kugel zusammenschlossen, die wiederum eine Atmosphäre ausbildete und komplett von einer dicken Schicht Wasser umgeben war. Bedingt durch die Gezeitenwirkung des Mondes bildeten sich, so Whitehurst, kleinere und größere Inseln, die von vorsintflutlichen Pflanzen und Tieren bewohnt wurden: der Garten Eden. Zugleich schieden sich aus der Wasserschicht verschiedene Sedimentschichten ab, die sich in konzentrischen Kugelschalen um die ursprünglichen Gesteine legten und durch den Druck der Wassermassen und der darüber abgelagerten Sedimente zu Stein komprimiert wurden.
Der durch die Steinbildung zunehmende Druck führte dann, so Whitehurst, zur Erhitzung des Erdinneren. Durch Risse im Gestein eindringendes Wasser hätte dann zu gewaltigen Dampfexplosionen geführt, die den Erdball wieder in kleine Stücke zerrissen hätten, die durch die Gravitation aber weiter zusammengehalten worden wären. In die entstandenen Risse und Höhlen wären große Teile des die Erde umgebenden Wassergürtels versickert und hätten Bereiche des Meeresbodens und die durch die Dampfexplosionen entstandenen Berge frei gelegt. In der Bibel wäre dies als Sintflut und das Zurückweichen der Wasser dokumentiert. Tiere und Pflanzen der ersten Epoche wären, so Whitehurst, zwischen den Trümmern begraben worden und formten später jene Fossilien, die Whitehurst in verschiedenen Schichten gefunden hatte.

## Auswirkungen
Whitehursts Theorie der Erdentstehung wurde umgehend von allen Seiten abgelehnt. Besonders von Seiten der Plutonisten wurde darauf hingewiesen, dass Whitehurst seine eigenen Forschungsergebnisse ignoriere, denn in den Anhängen seines Buches fänden sich Hinweise auf verschiedene fossilhaltige Schichten, die von fossilfreien Schichten getrennt seien. Dies würde dem Gedanken des gleichzeitigen Aussterbens aller Arten in einer einzigen großen Katastrophe widersprechen. Die Kritik wurde lauter, als Whitehurst in einer zweiten Auflage 1786 die Anhänge um zusätzliche Karten und Profile erweiterte, die dasselbe Phänomen dokumentierten.
Whitehursts Buch wurde trotz der Ablehnung der in ihm aufgestellten Theorie berühmt, weil in ihm erstmals eine Systematik der geologischen Kartografie aufgestellt und veröffentlicht wurden. So kam es nicht nur vier Jahre nach Whitehursts Tod zu einer dritten Auflage des Buches (1792), sondern auch zu vielerlei Nachdrucken im folgenden Jahrhundert.